# Raniero Vanni d'Archirafi
Raniero Vanni d'Archirafi (Itàlia, 1931) és un diplomàtic italià que fou membre de la Comissió Europea entre 1993 i 1995.

## Activitat política
Sense afiliació política, l'any 1984 fou nomenat ambaixador del seu país a Espanya, càrrec que va mantenir fins al 1987, moment en el qual fou traslladat a la República Federal d'Alemanya. El 1989 fou nomenat Director General d'Assumptes Econòmics en el govern del primer ministre Giulio Andreotti, esdevenint el 1991 Director General d'Assumptes Polítics.
El 1992 el nou primer ministre Giuliano Amato el nomenà representant italià en la formació de la Comissió Delors III, en la qual fou nomenat Comissari Europeu del Mercat Interior i Serveis, càrrec que compartí amb l'alemany Martin Bangemann. Així mateix fou nomenat Comissari Europeu de Reforma Institucional i Comissari Europeu d'Empresa, i abandonà la política europea en finalitzar el seu mandat en la Comissió el gener de 1995.